# 島清国
島 清国（しま きよくに、生没年不詳）は戦国時代の武将。通称豊前守 。

## 概要
永禄年間の平群嶋城主。『諸系図纂』によれば島左近の父であるという 。
『多聞院日記』によると永禄10年（1567年）6月21日に平群嶋城に嶋庄屋が乱入し、一族九人を殺害したという。この際、庄屋の父の豊前守は脱出し難を逃れたと伝わる。
歴史学者の永島福太郎は『平群町史』で庄屋が左近と同一人物であると考えている。